# Alessio Di Chirico
Alessio Di Chirico (Roma, 12 de dezembro de 1989) é um lutador italiano de artes marciais mistas, atualmente competindo no peso médio do Ultimate Fighting Championship.

## Início
Di Chirico nasceu em Roma, na Itália. Ele estudou na University of Foro Italico, formando-se em Ciências do Esporte. Ele jogava futebol americano antes de decidir começar a treinar MMA.

## Carreira no MMA

### Ultimate Fighting Championship
Di Chirico fez sua estreia no UFC no UFC Fight Night: Rothwell vs. dos Santos em 10 de abril de 2016. Ele enfrentou Bojan Veličković e perdeu por decisão unânime.
Em 27 de agosto de 2916, Di Chirico enfrentou Garreth McLellan no UFC on Fox: Maia vs. Condit. Ele venceu por decisão dividida.
Ele em seguida enfrentou Eric Spicely no UFC on Fox: Shevchenko vs. Peña em 28 de janeiro de 2017. Ele perdeu por finalização no primeiro round.
Di Chirico enfrentou Oluwale Bamgbose em 16 de dezembro de 2017 no UFC on Fox: Lawler vs. dos Anjos. Ele venceu por nocaute no segundo round.
Di Chirico enfrentou Julian Marquez em 6 de julho de 2018 no The Ultimate Fighter 27 Finale. Ele venceu por decisão dividida.
Di Chirico enfrentou Kevin Holland em 22 de junho de 2019 no UFC Fight Night: Moicano vs. Korean Zombie. Ele perdeu por decisão unânime.
Di Chirico Makhmud Muradov em 28 de setembro de 2019 no UFC Fight Night: Hermansson vs. Cannonier. Ele perdeu por decisão unânime.

## Cartel no MMA
| Cartel no MMA   |             |            |
| 17 lutas        | 12 vitórias | 5 derrotas |
| Por nocaute     | 5           | 0          |
| Por finalização | 4           | 1          |
| Por decisão     | 3           | 4          |

| Res.    | Cartel | Oponente             | Método                           | Evento                                     | Data       | Round | Tempo | Local                       | Notas                     |
| ------- | ------ | -------------------- | -------------------------------- | ------------------------------------------ | ---------- | ----- | ----- | --------------------------- | ------------------------- |
| Derrota | 13-7   | Roman Kopylov        | Nocaute (socos)                  | UFC Fight Night: Gane vs. Tuivasa          | 03/09/2022 | 3     | 1:09  | Paris                       |                           |
| Derrota | 13-6   | Abdul Razak Alhassan | Nocaute (chute na cabeça)        | UFC on ESPN: Barboza vs. Chikadze          | 28/08/2021 | 1     | 0:17  | Las Vegas, Nevada           |                           |
| Vitória | 13-5   | Joaquin Buckley      | Nocaute (chute na cabeça)        | UFC on ABC: Holloway vs. Kattar            | 16/01/2021 | 1     | 2:12  | Abu Dhabi                   | Performance da Noite.     |
| Derrota | 12-5   | Zak Cummings         | Decisão (unânime)                | UFC Fight Night: Smith vs. Rakić           | 29/08/2020 | 3     | 5:00  | Las Vegas, Nevada           |                           |
| Derrota | 12-4   | Makhmud Muradov      | Decisão (unânime)                | UFC Fight Night: Hermansson vs. Cannonier  | 28/09/2019 | 3     | 5:00  | Copenhage                   |                           |
| Derrota | 12-3   | Kevin Holland        | Decisão (unânime)                | UFC Fight Night: Moicano vs. Korean Zombie | 22/06/2019 | 3     | 5:00  | Greenville, Carolina do Sul |                           |
| Vitória | 12-2   | Julian Marquez       | Decisão (dividida)               | The Ultimate Fighter: Undefeated Finale    | 06/07/2018 | 3     | 5:00  | Las Vegas, Nevada           |                           |
| Vitória | 11-2   | Oluwale Bamgbose     | Nocaute (joelhada)               | UFC on Fox: Lawler vs. dos Anjos           | 16/12/2017 | 2     | 2:14  | Winnipeg, Manitoba          | Performance da Noite.     |
| Derrota | 10-2   | Eric Spicely         | Finalização (triângulo)          | UFC on Fox: Shevchenko vs. Peña            | 28/01/2017 | 1     | 2:14  | Denver, Colorado            |                           |
| Vitória | 10-1   | Garreth McLellan     | Decisão (dividida)               | UFC on Fox: Maia vs. Condit                | 27/08/2016 | 3     | 5:00  | Vancouver, British Columbia |                           |
| Derrota | 9-1    | Bojan Veličković     | Decisão (unânime)                | UFC Fight Night: Rothwell vs. dos Santos   | 10/04/2016 | 3     | 5:00  | Zagreb                      | Estreia no UFC.           |
| Vitória | 9-0    | Andrzej Grzebyk      | Decisão (unânime)                | FEN 9: Go For It                           | 07/11/2015 | 3     | 5:00  | Wrocław                     |                           |
| Vitória | 8-0    | André Reinders       | Nocaute Técnico (socos)          | Caveam: Bitva Roku 2015                    | 19/03/2015 | 3     | 5:00  | Praga                       |                           |
| Vitória | 7-0    | Adam Kowalski        | Nocaute Técnico (socos)          | Professional League of MMA 47              | 30/01/2015 | 2     | 2:40  | Varsóvia                    | Estreia nos Médios.       |
| Vitória | 6-0    | Giovanni Luciani     | Finalização (mata leão)          | Centurion Fighting Championship            | 21/06/2014 | 2     | 0:41  | Guidonia                    |                           |
| Vitória | 5-0    | Cristian Magro       | Nocaute Técnico (socos)          | Storm FC 5                                 | 12/10/2013 | 1     | 4:15  | Roma                        |                           |
| Vitória | 4-0    | Oleg Medvedev        | Finalização (chave de tornozelo) | White Rex: Tana Delle Tigri 1              | 31/05/2013 | 1     | 3:54  | Roma                        |                           |
| Vitória | 3-0    | Daniele D'Angelo     | Nocaute Técnico (socos)          | Storm FC 3                                 | 23/03/2013 | 1     | 1:25  | Roma                        |                           |
| Vitória | 2-0    | Issa Saidi           | Finalização (mata leão)          | Ronin FC 2                                 | 24/02/2912 | 1     | 2:48  | Roma                        |                           |
| Vitória | 1-0    | Mohamed Anoir        | Finalização (mata leão)          | Ronin FC 1                                 | 09/12/2011 | 1     | 2:55  | Roma                        | Estreia nos Meio-Pesados. |